# Девін Букер
Девін Армані Букер (нар. 30 жовтня 1996) — американський професійний баскетболіст, який виступає за Фінікс Санз в НБА. Після одного сезону у складі Кентуккі Вайлдкетс Букер був обраний Фінікс Санз у першому раунді драфту НБА 2015 року. 24 березня 2017 року він став наймолодшим гравцем, який набрав понад 60 очок у грі, набравши 70 у грі проти Бостон Селтікс. Букер тричі брав участь у Матчі всіх зірок НБА, і допоміг Санз вийти до фіналу НБА у 2021 році.

## Дитинство
Букер народився у 1996 році. Його мати, Вероніка Гуттьєрес, була косметологом, а батько, Мелвін Букер, — баскетболістом. Батьки Девіна познайомилися, коли його батько грав у баскетбол за Гранд-Рапідс Хоупс. Букер народився і виріс у Гранд-Рапідс, де жив зі своєю матір'ю, яка, як повідомляється, має мексиканське та пуерториканське походження. У той час його батько грав у баскетбол за команди НБА. Влітку Девін регулярно відвідував свого батька. У 12 років, відвідавши його в Мілані, Девін познайомився із Даніло Галінарі, і навіть зіграв проти нього у баскетбол. Батько навчив Букера, що баскетбольний IQ настільки ж важливий, як і природний атлетизм. Під час навчання в середній школі, Букер став другом майбутнього гравця НБА Д'Анджело Рассела.

## Кар'єра у коледжі

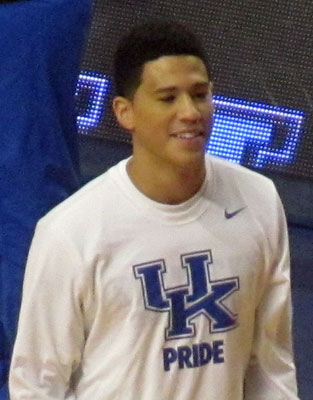
Букер у жовтні 2014 року

У першій показовій грі за Кентуккі Вайлдкетс проти Університету Пайквілла 2 листопада 2014 року Букер став другим найкращим бомбардиром команди, заробивши 16 очок. За гру він зробив 9 кидків, а 6 з них були точними. Також він два рази закинув триочкові і віддав три результативні передачі.
Після гри проти Бостонського університету де Девін заробив 15 очок, зробив 6 підбирань та 7 результативних передач, Букер набрав 18 очок у матчі проти Монтана Бобкетс. У наступній грі Кентуккі проти Арлінгтон Маверікс Букер встановив рекорд нового сезону, зробивши 8 кидків і заробивши 19 очок. У тому матчі Вайлдкетс перемогли з рахунком 92–44.
У 38 іграх за Кентуккі в 2014—2015 роках Букер набирав у середньому 10,0 очок, 2,0 підбирання та 1,1 передачі за гру, а 9 квітня 2015 року Букер оголосив про участь у драфті НБА, відмовившись від останніх трьох років навчання в коледжі.

## Професійна кар'єра

### Фінікс Санз (2015— дотепер)

#### Сезон 2015—2016
25 червня 2015 року Букер був обраний Фінікс Санз у драфті НБА 2015 року. 13 липня він підписав новий контракт із «Санз» і в семи наступних іграх Літньої ліги набирав у середньому 15,3 очок, робив 4,9 підбирань та 1,7 передач за гру. Далі він дебютував у НБА за два дні до свого 19-річчя, у матчі проти Даллас Маверікс. За 21 хвилину гри проти Маверікс він набрав 14 очок, зробивши 7 кидків і влучивши 6 разів. Але Фінікс Санз зазнала поразки з рахунком 111–95.
2 січня 2016 року Букер набрав 21 очко, програвши Сакраменто Кінгз із рахунком 142—119. 19 січня він набрав 32 очки програвши Індіана Пейсерс з рахунком 97–94. У тому матчі Девін встановив рекорд новачків Санз, закинувши 6 триочкових. Букер став третім наймолодшим гравцем в історії НБА у віці 19 років і 81 день, який провів 30-очкову гру, поступаючись у цьому показнику лише Леброну Джеймсу та Кевіну Дюранту, а також наймолодшим гравцем Санз, який набрав 30 або більше очок у грі.
3 березня Букер набрав рекордні для кар'єри 34 очки у матчі проти Маямі Хіт, 10 березня Букер заробив рекордні 35 очок у грі проти Денвер Наггетс. Протягом березня Букер був найкращим серед всіх новачків за кількістю очок (22,4) і передач (4,9) за гру. 9 квітня, набравши 16 очок у грі проти Нью-Орлеан Пеліканс (121—100), Букер досяг позначки у 1014 очок за сезон, тим самим ставши четвертим наймолодшим гравцем, який набрав 1000 очок у кар'єрі, поступаючись лише Леброну Джеймсу, Кевіну Дюранту та Кобі Браянту. Букер посів четверте місце у голосуванні за нагороду «Новачок року» в НБА 2016 і потрапив до збірною новачків НБА. Він став першим гравцем Фінікс Санз, якого включили до команди всіх новачків НБА після Амар'є Стаудемайра в 2003 році.

#### Сезон 2016—2017

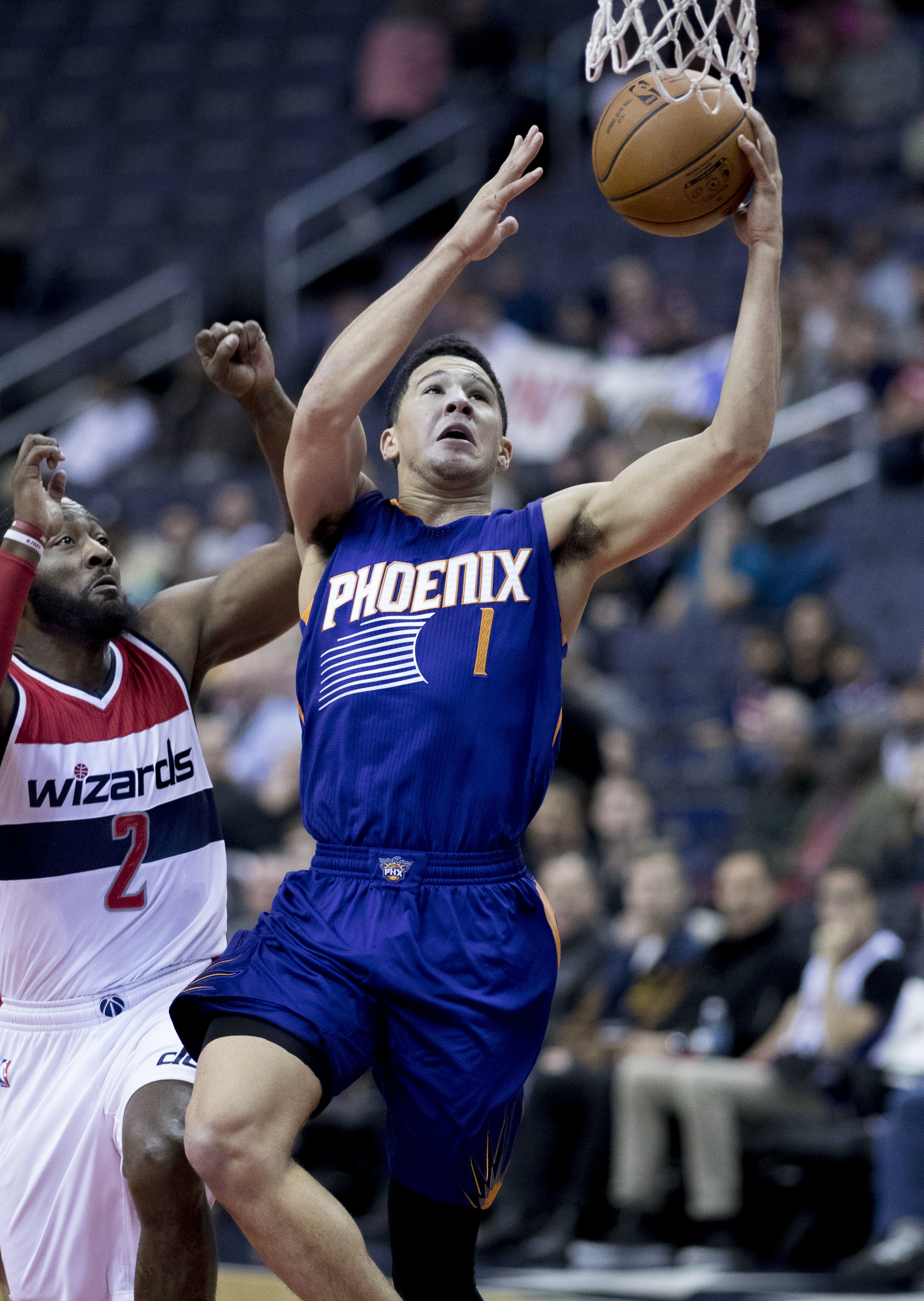
Букер у складі Фінікс Санз у 2016 році

12 січня 2017 року він набрав 28 очок у четвертій чверті, тим самим встановивши рекорд Фінікс Санз за набраними очками в одній чверті. Раніше цей рекорд належав Стефону Марбері, який у 2002 році набрав 26 очок за одну чверть. 4 лютого, у віці 20 років і 97 днів Девін Букер став наймолодшим гравцем, який протягом 16 ігор набирав 20 і більше очок за гру.
24 березня у грі проти Бостон Селтікс Букер став шостим інаймолодшим гравцем в історії НБА, який набрав 70 очок у грі. Букер завершив сезон, набираючи в середньому 22,1 очок за гру, що майже на 9 очок більше, ніж його 13,8 очок в 2015—2016 роках.

#### Сезон 2017—2018
6истопада 2017 року Букер заробив 18 очок у грі проти Бруклін Нетс (92–98) і досягнув позначки у 3000 очок за кар'єру, тим самим ставши четвертим наймолодшим гравцем в історії НБА, який набрав 3000 очок, поступаючись Леброну Джеймсу, Кевіну Дюранту та Кармело Ентоні. 4 грудня Букер набрав рекордні за сезон 46 очок у грі проти Філадельфія 76ers (115—101).
2 березня, у грі проти Оклахома-Сіті Тандер (116—124) Букер заробив 39 очок і став третім наймолодшим гравцем в історії НБА, який набрав 4000 очок, знову поступаючись Леброну Джеймсу та Кевіну Дюранту. Букер пропустив останні 12 ігор сезону «Санз» через розтягнення правої руки.

#### Сезон 2018—2019
7 липня 2018 року Девін Букер підписав п'ятирічний контракт з Фінікс Санз вартістю 158 мільйонів доларів.
25 лютого він набрав 20 очок і допоміг Санз побити рекордну серію з 17 поразок, здобувши перемогу над Маямі Гіт з рахунком 124—121. 25 березня він набрав 59 очок у грі проти Юти Джаз (92–125). 27 березня він набрав 50 очок у грі проти Вашингтон Візардс (121—124), тим самим ставши наймолодшим гравцем в історії НБА з двома 50-очковими іграми поспіль. 3 квітня, у грі проти Юти Джаз (97–118), Букер розтягнув ліву щиколотку, що не дозволило йому брати участь у трьох останніх іграх сезону.

## Кар'єра у національній збірній
У лютому 2020 року Девін Букер став гравцем чоловічої баскетбольної збірної Сполучених Штатів на Олімпійських іграх 2020 року. Однак літні Олімпійські ігри 2020 року були перенесені на 2021 рік через пандемію COVID-19.

## Статистика

### НБА
| Сезон    | Команда     | GP  | GS  | MPG  | FG%  | 3P%  | FT%  | RPG | APG | SPG | BPG | PPG  |
| -------- | ----------- | --- | --- | ---- | ---- | ---- | ---- | --- | --- | --- | --- | ---- |
| 2015–16  | Фінікс Санз | 76  | 51  | 27.7 | .423 | .343 | .840 | 2.5 | 2.6 | .6  | .3  | 13.8 |
| 2016–17  | Фінікс Санз | 78  | 78  | 35.0 | .423 | .363 | .832 | 3.2 | 3.4 | .9  | .3  | 22.1 |
| 2017–18  | Фінікс Санз | 54  | 54  | 34.5 | .432 | .383 | .878 | 4.5 | 4.7 | .9  | .3  | 24.9 |
| 2018–19  | Фінікс Санз | 64  | 64  | 35.0 | .467 | .326 | .866 | 4.1 | 6.8 | .9  | .2  | 26.6 |
| 2019–20  | Фінікс Санз | 70  | 70  | 35.9 | .489 | .354 | .919 | 4.2 | 6.5 | .7  | .3  | 26.6 |
| 2020–21  | Фінікс Санз | 67  | 67  | 33.9 | .484 | .340 | .867 | 4.2 | 4.3 | .8  | .2  | 25.6 |
| Career   | Career      | 409 | 384 | 33.6 | .455 | .352 | .870 | 3.7 | 4.6 | .8  | .2  | 23.0 |
| All-Star | All-Star    | 2   | 0   | 24.5 | .462 | .154 | —    | 4.5 | 1.0 | 2.0 | .5  | 13.0 |

| Сезон  | Команда     | GP | GS | MPG  | FG%  | 3P%  | FT%  | RPG | APG | SPG | BPG | PPG  |
| ------ | ----------- | -- | -- | ---- | ---- | ---- | ---- | --- | --- | --- | --- | ---- |
| 2021   | Фінікс Санз | 22 | 22 | 40.4 | .447 | .321 | .905 | 5.6 | 4.5 | .8  | .2  | 27.3 |
| Career | Career      | 22 | 22 | 40.4 | .447 | .321 | .905 | 5.6 | 4.5 | .8  | .2  | 27.3 |

| Сезон   | Команда            | GP | GS | MPG  | FG%  | 3P%  | FT%  | RPG | APG | SPG | BPG | PPG  |
| ------- | ------------------ | -- | -- | ---- | ---- | ---- | ---- | --- | --- | --- | --- | ---- |
| 2014–15 | Кентуккі Вайлдкетс | 38 | 0  | 21.5 | .470 | .411 | .828 | 2.0 | 1.1 | .4  | .1  | 10.0 |

## Особисте життя
У 2019 році Девін Букер купив будинок у Парадайс-Вейлі в Аризоні за $3.5 мільйонів.
Девін Букер перебуває у стосунках з Кендалл Дженнер.